# Lucigadus nigromaculatus
Lucigadus nigromaculatus är en fiskart som först beskrevs av Mcculloch, 1907.  Lucigadus nigromaculatus ingår i släktet Lucigadus och familjen skolästfiskar. Inga underarter finns listade i Catalogue of Life.